# ジェイ・J・アームズ
ジェイ・J・アームズ（Jay J. Armes、1932年8月12日 - 2024年9月）は、アメリカ合衆国の私立探偵、俳優である。両腕を切断して義手となっていることで有名であり、彼をイメージした子供向けアクションフィギュアのシリーズで知られている。

## 若年期と教育
アームズは、テキサス州エルパソ近郊の低所得者層が多く住む地域で、メキシコ系アメリカ人の両親の間に生まれた。出生時の名前はジュリアン・アーマス(Julian Armas、スペイン語読みならばフリアン・アルマス)だった。父は食料品店を営んでいた。
11歳のとき、7歳年上の友人とともにテキサス・アンド・パシフィック鉄道の保線小屋から盗んだ信号雷管を爆発させて遊んでいて、爆発に巻き込まれて両腕を失った。近くにいた友人に怪我はなかった。エルパソの貧民者向けの病院に運ばれ、両手を手首から2インチ上で切断された。
アームズは手術から4週間後には学校に復帰した。義手を装着する前は、ブッチ(Butch)という名前のジャーマンシェパードの介助犬を飼っていた。学校では、スポーツを続け、銃の撃ち方も学んだ。アームズは、15歳でイースレタ高校を卒業した。その後、ニューヨーク大学の通信教育で犯罪学と心理学の学位を取得した。

## キャリア
アームズは1949年から1955年までハリウッドの20世紀フォックスと契約し、39本の映画と28本のテレビ番組に出演した。
1956年、エルパソにあるグッドウィル・インダストリーズのオペレーション・ディレクターに就任した。
1958年、カリフォルニアで一時的に俳優として活動した。その後、エルパソに戻り、私立探偵事務所"The Investigators"を立ち上げた。アームズは、アシスタントのジェームズ・チュー(James Cheu)とともに仕事をし、また、エルパソの高校を訪問して自分たちの仕事についての話をしていた。探偵時代には、マーロン・ブランドの長男クリスチャン・ブランドの誘拐事件を解決し、約25,000ドルと経費を回収した。また、後に映画『ブレイクアウト』の元ネタとなった脱獄事件の解決にも関わった。
1970年にエルパソの第2管区の治安判事に立候補したが、予備選挙で落選した。

## 書籍と玩具
1976年、アームズは自叙伝"Jay J. Armes, Investigator"（ISBN 0-02-503200-3）を出版した。1978年には井上一夫による日本語訳版『私立探偵J.J.アームズ 世界一の探偵には両手がない』が講談社より発行された。
1976年、アイディアル・トイ社は、義手が取り外し可能なアームズのアクションフィギュア、様々なガジェット、移動式捜査ユニットなどを発売した。1978年、アームズとアイディアル社は「子供のための捜査コース」を立ち上げ、全米の多くの学校で導入された。

## テレビ
アームズは、刑事ドラマ『ハワイ5-0』のエピソードの1つ"Hookman"（アメリカでは1973年9月11日に放送）で両腕が義手の殺し屋の役を演じた。2010年のリメイク版『HAWAII FIVE-0』では、アームズが演じた役は同エピソードの監督を務めたピーター・ウェラーが演じている。
アームズがマーロン・ブランドの息子を救出する様子は、トラベル・チャンネルの『ミステリーズ・アット・ザ・ミュージアム』で紹介された。
また、日本では、フジテレビの『奇跡体験!アンビリバボー』でも紹介された。

## 私生活
1960年代、アームズはノースループ地区の広大な邸宅内に小さな動物園を持っていた。ジャーマンシェパードや大型のネコ科の動物を飼育し、チンパンジーも飼っていた。その後、許可を得て、犬とチンパンジーを飼育し、チーター、クーガー、バク、数匹の猿を飼うことができるようになった。アームズは、車の運転、ジェット機の操縦、スキューバダイビングを学んだ。
妻のリンダ・チュー(Linda Chew)との間に3人の子供がいる。
2020年9月、アームズはエルパソの不動産を100万ドルで売りに出した。
2024年9月19日、死去したことが息子により発表された。92歳没。

## 賞と栄誉
- 1975年 - 『ピープル』誌で、「最も魅力的な25人」に選出される。
- 1976年 - アカデミー・オブ・アチーブメントのゴールデン・プレート賞を受賞。
- 1977年 - 『ブック・オブ・リスツ（英語版）』 に掲載される[23]。
- 1989年 - 国際私立探偵協会(ISPI)より「全米で最も成功した探偵」賞を受賞。
- 1997年 - 「ヒスパニック系アメリカ人の殿堂」に殿堂入り
- 1998年 - 全米捜査専門家協会(NAIS)の「捜査官の殿堂」に殿堂入りし、20世紀のトップ10捜査官に選出される。